# Thomas Hayes
Thomas Hayes, född 7 mars 1997, är en norsk skådespelare. Han spelade rollen som William Magnusson i dramaserien SKAM, som sänds på NRK. Han var även med i den norska kriminalserien Elven där han spelade Wiltagen. 